# Флаг Старой Руссы
Флаг муниципального образования город Старая Русса Старорусского муниципального района Новгородской области — опознавательно-правовой знак, служащий символом муниципального образования, единства его территории, населения, прав и самоуправления.
Флаг является, наряду с основным муниципальным символом — гербом, официальным символом города Старая Русса.
Флаг утверждён 28 февраля 2012 года решением Совета депутатов города Старая Русса № 108 «О флаге города Старая Русса».

## Описание
«Флаг города Старая Русса представляет собой прямоугольное полотнище из двух горизонтальных полос: нижней — голубого цвета, занимающей 1/3 ширины флага; верхней — белого цвета, занимающей 2/3 ширины флага, в центре которой расположен герб Старой Руссы. Отношение ширины флага к его длине — 2:3, материал — шёлк».

## История
До муниципальной реформы 2006 года город Старая Русса и Старорусский район были единым муниципальным образованием. Решением Старорусской Думы от 17 февраля 2003 года № 173 был утверждён флаг города Старая Русса и Старорусского района. После муниципальной реформы 2006 года данный флаг стал флагом Старорусского муниципального района, а уставом города Старая Русса было установлено, что до принятия собственных официальных символов и утверждения их Советом депутатов города Старая Русса, используются официальные символы Новгородской области в соответствии с областным законом от 09.10.1995 № 22-ОЗ «О гербе Новгородской области».